# Cepos e Teixeira
Cepos e Teixeira (llamada oficialmente União das Freguesias de Cepos e Teixeira) es una freguesia portuguesa del municipio de Arganil, distrito de Coímbra.

## Historia
Fue creada el 28 de enero de 2013 en aplicación de una resolución de la Asamblea de la República de Portugal promulgada el 16 de enero de 2013 con la unión de las freguesias de Cepos y Teixeira, pasando su sede a estar situada en la antigua freguesia de Cepos.

## Demografía
| Gráfica de evolución demográfica de Cepos e Teixeira entre 2011 y 2021 |
|                                                                        |
| Datos según el nomenclátor publicado por el INE portugués.             |